# 東裂谷山脈
東裂谷山脈是非洲的山脈，位於大湖地區，橫跨肯尼亞、烏干達、坦桑尼亞、剛果民主共和國、盧旺達和布隆迪，最高點乞力馬扎羅山海拔高度5,895米，亦是非洲最高点。該地區生态多样，从寒冷的雪地到炎热的森林皆有，野生动植物种群繁盛。